# Латини
Појам Латини је полисемични (вишезначни) термин, који је првобитно употребљаван као етноним (назив за античко племе Латина), а потом је током историје добио и друга, веома разноврсна значења, те је тако употребљаван и као назив за све говорнике латинског језика, односно припаднике античке римске цивилизације (Стари Латини). Такође је употребљаван и као демоним, било у ужем (назив за све становнике античког Лацијума) или ширем (назив за становнике латинског Запада) смислу. Припадници романских народа, односно говорници романских језика такође се понекад називају Латинима, док се становници Латинске Америке називају Латоамериканцима. У верском контексту, појам је током средњовековног периода почео да означава и припаднике латинског хришћанства.
У српском језику, појам је током средњег века неретко означавао западњаке у најширем смислу, а често се користио и за непосредно ознaчавање следбеника Римске цркве (према правопису савременог српског језика, називи за припаднике верских скупина пишу се малим словом, тако да се у случају верског означавања користи облик латини).

## Антика
Латини су били древни италијански народ из области Лацијума у средишњој Италији (Latium Vetus, стари Лацијум) у 1. миленијуму прије н. е. Иако су живјели у независним градовима-државама, говорили су заједничким језиком (латински), имали су заједничка вјерска увјерења и дијелили осјећај сродства, изражен у миту да сви Латини потичу од Латина. Латин се обожавао на Албанским планинама, током годишњег фестивала којем су присуствовали сви Латини, укључујући и оне из Рима, једне од латинских држава. Латински градови су једни другима проширили заједничка права боравка и трговине.
Територијалне амбиције Рима ујединиле су остале Латине против њега 341, али је на крају Рим побиједио 338. године прије н. е. Сходно томе, неке од латинских држава су укључене у римску државу, а њихови становници добили су пуно римско држављанство. Други су постали римски савезници и уживали су одређене привилегије.

## Средњи вијек
Након пада Западног римског царства, многи Европљани су се држали „латинског” идентитета, тачније, у смислу Римљана, као припадника царства.
У Источном римском царству и ширем грчко-православном свијету, Латини су били синоним за све људе које су слиједили римокатоличко хришћанство. То је генерално била негативна карактеризација, посебно послије раскола 1054. године. Израз Латини се и даље користи у неким православним заједницама, али само у теолошком смислу.

## Савремена употреба

### Латинска Европа
Израз Латинска Европа се користи за европске нације у којима живе Италијани, Французи, Португалци, Румуни и Шпанци. Њихове културе су нарочито римског поријекла. Они укључују употребу романских језика и традиционалну превласт западног хришћанства (нарочито католицизма). Снажне римске правне и културне традиције карактеришу ове нације.

### Латинска Америка
Крајем 15. и у 16. вијеку, миленијум послије пада Западног римског царства, са бројним прекоморским открићима, прво Португалија, па затим Шпанија и Француска, почеле су градити свјетска царства, у Америци, подсахарској Африци и Источним Индијама. Као посљедица Америчко-мексичког рата и коначног припадања Калифорније Сједињеним Америчким Државама, средином 19. вијека, бивше америчке колоније ових нација, као и подручја Америке у којима се говорио француски, постала су позната као Латинска Америка, а становници ових регија као Латиноамериканци.
Од свих свјетских области, Америка је имала највећи утицај романских европских земаља у погледу културе, језика, религије и генетског доприноса становништву. Подручје Америке изложено утицају латинске Европе од 19. вијека назива се Латинска Америка. Израз се обично користи за означавање земаља у којима се говори шпански и португалски, односно на Хиспаноамерику и Бразил.

### Лацио
Подручје средишње Италије, колијевка латинске цивилизације, још увијек чува латински идентитет у савременом називу Лацио (древни Лацијум).

#### Латинска долина
Подручје Лација одговара источном области староримског Лацијума (јужна провинција Рим и провинција Фрозиноне).